# Gongsun Kang
En aquest nom xinès, el cognom és Gongsun.
  Gongsun Kang    (segle II - 221 (Gregorià)) va ser un general militar, polític i senyor de la guerra durant el període la tardana Dinastia Han Oriental de la història xinesa. Ell va esdevenir vassall de Cao Wei durant el període dels Tres Regnes.

## Biografia
Gongsun Kang era el fill de Gongsun Du, l'Administrador de Liaodong. En el 204, Gongsun Kang heretà el nomenament del seu pare i va rebre el control dels territoris de Liaodong, Xuantu i Lelang. Estava nominalment subjecte al canceller Cao Cao de la Dinastia Han,mantenint el seu domini semi-independent del govern central. En el 207, quan Yuan Shang i Yuan Xi van fugir a Liaodong després de ser derrotats per les forces de Cao Cao, Gongsun els va matar els Yuan i n'envià als seus caps de Cao.

El 204, Gongsun Kang va ajudar a envair Goguryeo després que el germà gran del rei Sansang de Goguryeo, Balgi, anés a Gongsun Kang i demanés a 30.000 soldats que envaïssin Goguryeo perquè Balgi es convertís en rei. En aquesta època, Kang va establir la Comanderia Daifang separant la meitat sud de la comandament Lelang. Tot i que Goguryeo va derrotar la primera invasió i va matar Balgi, Kang va tornar a envair Goguryeo l'any 209 i es va apoderar d'una part del seu territori i va debilitar Goguryeo. La pressió de Liaodong va obligar a Goguryeo a moure's la seva capital a la vall del riu Hun fins a la vall del Yalu River prop de Hwando.
Quan Gongsun va faltar, el seu germà menor Gongsun Gong el va succeir, ja que el seu fill era encara massa jove. El fill de Gongsun Kang, Gongsun Yuan va recuperar el control de Liaodong en el 228.

## Nomenaments i títols en possessió
- Administrador de Liaodong (遼東太守)